# Frédéric Menestrel
Pour les articles homonymes, voir Ménestrel (homonymie).
Frédéric Dominique Menestrel, né le 25 octobre 1848 à Senaide et mort le 3 mars 1919 à Alger, est un général français du début du XXe siècle.

## Biographie
Il entre à l'école spéciale militaire de Saint-Cyr en 1867. Il participe comme lieutenant à la guerre franco-allemande de 1870-1871, au sein du 32e régiment de marche.
Il est nommé colonel du 1er régiment de tirailleurs algériens en 1897 puis général de brigade en 1901. Nommé général de division en 1905 et grand officier de la Légion d'honneur en juillet 1910, il est membre du conseil supérieur de la guerre de décembre 1910 à octobre 1913. Il exerce des commandements secondaires lors de la Première Guerre mondiale.